# Peritelini
Peritelini es una tribu de insectos coleópteros curculiónidos pertenecientes a la subfamilia Entiminae.  

## Géneros
- Afrotroglorrhynchus – Anchitelus – Antispyris – Aparasystates – Aperitelus – Apotmetus – Aragnomus – Asceparnus – Aseneciobius – Caenopsis – Caterectus – Centricnemus – Diaecoderus – Dolichomeira – Dysommatus – Dysticheus – Epactus – Eporeorrhinus – Eucilinus – Eucyllus – Fernandius – Geodercodes – Gymnomorphus – Heisonyx – Heteromeira – Hobarypeithes – Isanates – Isaniris – Lalagetes – Leplospyris – Lepretius – Leptomeira – Leptosphaerotus – Leptospyridus – Liosystates – Mazuranella – Meira – Meirella – Mesoleurus – Mitophorus – Nematocerus – Nemocestes – Neomias – Neoperitelinus – Opseobarypeithes – Oreorrhinus – Oreosecus – Oreosystates – Orthoptochus – Palaepus – Paraptochus – Parasystates – Parasystatiella – Peritelinus – Peritelodes – Peritelopsis – Peritelus – Phoromitus – Platypterocis – Pseudomeira – Rhypodillus – Ripetelus – Seneciobius – Simo – Stenoptochus – Stomodes – Stomodesops – Strictoseneciobius – Subleptospyris – Systaniris – Systates – Systatodes – Therapontigonus – Thinoxenus – Thompsonanthus – Thricolepis – Xestorhinus